# Орозбеково
Орозбеково (кирг. Орозбеков) — село в Кадамжайском районе Баткенской области Кыргызстана. Входит в состав айылного аймака Орозбеков.

## География
Село расположено в восточной части области, к западу от реки Шахимардан, на расстоянии приблизительно 5 километров (по прямой) к юго-юго-западу от города Кадамжай, административного центра района. Абсолютная высота — 1242 метра над уровнем моря.

## Население
Согласно оценочным данным Национального статистического комитета Кыргызской Республики, численность населения села на начало 2023 года составляла 3572 человека.
| год     | 2009 | 2014 | 2015 | 2020 | 2021 | 2023 |
| ------- | ---- | ---- | ---- | ---- | ---- | ---- |
| человек | 5356 | 5175 | 5981 | 3426 | 3503 | 3572 |